# Actenochroma muscicoloraria
Actenochroma muscicoloraria là một loài bướm đêm trong họ Geometridae. Chúng là loài duy nhất trong chi Actenochroma, thường xuất hiện ở Brunei, Trung Quốc, Ấn Độ, Indonesia (Kalimantan, Sumatra), Tây Malaysia và Nepal.